# داء الحلزون

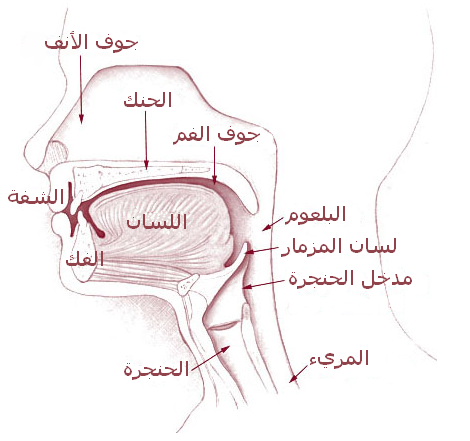
صورة تشريحية للبلعوم حيث يلتصق الحلزون

داء الحلزون هو الاسم المحلي لمرضٍ بلعومي في لبنان، تسببه يرقانة من خماسيات الثقوب (الاسم العلمي: Pentastomida)، لكائن طفيلي دودي هو الملسنة المشرشرة (الاسم العلمي: Linguatula serrata) أو (دودة لسان الكلب)، والتي تصيب حلق الإنسان بعد أكله كبداً نيئاً أو عقداً ليمفية للخراف أو الماعز.
يعتبر مرض الحلزون شكلا من المتورقات (Fasciola)، إذ أن أكل كبد خروفٍ مصاب قد يؤدي إلى تشبث بعض الديدان البالغة بالنسيج المخاطي للبلعوم باستخدامها لممصاتٍ توجد على جسدها تسمح لها بالالتصاق بالأنسجة، وتسبب الحلزون وذمة في غشاء الحنك وفي البلعوم والحنجرة، ويصاحب هذه الوذمة صعوبة في التنفس قد تتطور إلى الاختناق